# OpenRaster
OpenRaster est un format de fichier graphique ouvert, utilisant une structure XML, pouvant contenir plusieurs images matricielles ainsi que des filtres de compositing et d'effets. C'est un projet sorti du Libre Graphics Meeting, réunion internationale sur le développement des logiciels libres graphiques.
- Il est depuis le 26 janvier 2009 utilisable avec le logiciel libre de peinture numérique MyPaint.
- Il est pris en charge depuis le 22 février 2013 par la version 5.1 de LazPaint.
- Il est pris en charge par la bibliothèque graphique GEGL utilisé dans GIMP, et un greffon pour ouvrir/sauvegarder dans gimp(2.6 et 2.7), existe dans Oratools, sorti le 2 septembre 2009.
- Il est pris en charge nativement par la version 2.8 de gimp.
- Il est pris en charge dans la version de développement de Krita.
- Il est pris en charge dans le logiciel open-source nommé Pinta (logiciel).